# Rivière Maganasipi
Pour les articles homonymes, voir Maganasipi.
La rivière Maganasipi est un affluent de la rive est de la rivière des Outaouais. La rivière Maganasipi traverse le territoire non organisé Les Lacs-du-Témiscamingue, dans la municipalité régionale de comté (MRC) de Témiscamingue, dans la région administrative de Abitibi-Témiscamingue, au Québec (Canada).

## Géographie

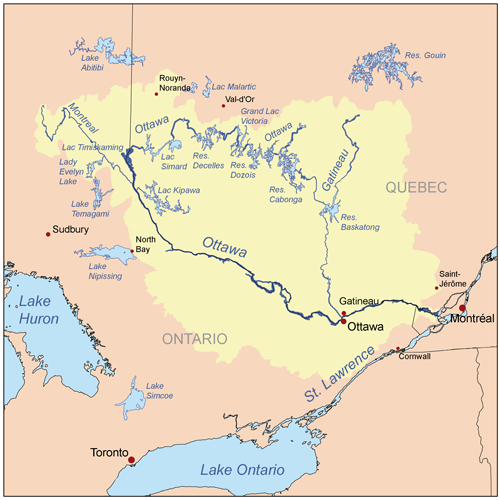
Bassin hydrographique de la rivière des Outaouais.

L'embouchure de la rivière Maganasipi est située en territoire québécois, au nord de la communauté de Deux-Rivières, Ontario, à environ 45 km à l’ouest de la municipalité de Rapides-des-Joachims et à environ 55 km au sud-est de la Ville de Témiscaming et de la communauté algonquine de Kebaowek.
Les bassins versants voisins de la rivière Maganasipi sont :
- côté nord : lac Maganasipi ;
- côté est : lac Lindsay ;
- côté sud : rivière des Outaouais ;
- côté ouest : lac Smith, ruisseau Chevrier.

La rivière Maganasipi coule généralement en zone forestière vers le sud dans le territoire de la zec Maganasipi. Son principal plan d'eau de tête est le lac Maganasipi (altitude : 328 m). Ce lac est situé à 0,5 km à l'ouest du lac Caugnawana, à 0,5 km au sud du lac Bleu et à 11,9 km à l'ouest du lac Spearman. Le lac Maganasipi est alimenté par la décharge du lac Seneca (côté ouest).
Cours supérieur de la rivière (segment de 24,9 km)
À partir de ce lac, la rivière descend d'abord sur 2,9 km vers l'ouest en recueillant la décharge (venant du nord) du lac Violon et aussi la décharge (venant du nord) du lac du Huard, jusqu'au lac du Camp (altitude : 321 m) que le courant traverse sur 180 m vers le sud ; puis la rivière coule sur 6,8 km vers le sud-ouest jusqu'à la rive nord du lac Allouez (altitude : 319 m) que le courant traverse sur 2,4 km le sud-ouest.
Puis la rivière bifurque vers le sud-est et son cours sur 12,6 km recueille la décharge du lac Glady (altitude : 325 m) et la décharge (venant de l'ouest) du lac Jadon (altitude : 309 m), pour aller se déverser sur la rive sud-ouest du lac du Dépôt (altitude : 276 m). Ce lac reçoit du côté est les eaux de la rivière Maganasipi Est (venant de l'est), du lac Lindsay (venant du nord) et du ruisseau Semours (venant du sud).
Cours en aval du lac du Dépôt (segment de 26,6 km)
À partir de l'embouchure du lac du Dépôt, la rivière Maganasipi coule sur 3,8 km vers le sud-ouest jusqu'à lac Macon (altitude : 245 m) que le courant traverse sur 0,5 km. Le lac Macon reçoit les eaux de la rivière Maganasipi Ouest, provenant du nord-ouest. Puis la rivière Maganasipi coule sur 6,4 km vers le sud en recueillant la décharge du lac Slide (venant de l'est) jusqu'à la rive nord du lac Johnson (longueur : 4,5 km ; altitude : 188 m) que le courant traverse vers le sud-est sur sa pleine longueur.
À partir du lac Johson, la rivière Maganasipi coule sur 3,0 km vers le sud-est jusqu'à la décharge du lac Hall (venant du nord-est). Finalement, la rivière Maganasipi serpentine dans son dernier segment de 8,4 km vers le sud avant de se déverser sur la rive est du lac Holden lequel est traversé vers l'est par la rivière des Outaouais.

## Toponymie
Le terme Maganasipi est utilisé pour désigner plusieurs toponymes de ce secteur : rivière Maganasipi (et ses deux principaux tributaires), le lac, la ZEC (zone d'exploitation contrôlée) et la réserve de biodiversité projetée de la Vallée-de-la-Rivière-Maganasipi.
Ce nom de lieu d'origine amérindienne de la nation algonquine signifie rivière étroite ou rivière aux loups. Le toponyme rivière Maganasipi paraît dans le Dictionnaire des Rivières et des Lacs de la province de Québec, datant de 1925.
Le toponyme rivière Maganasipi a été officialisé le 5 décembre 1968 à la Commission de toponymie du Québec.

## Réserve de biodiversité
En 2008, le ministère du développement durable, de l'environnement et des parcs désigna une partie du bassin versant de la rivière Maganasipi et de la rivière Maganasipi Ouest comme réserve de biodiversité projetée.